# Dans le viseur
Dans le viseur es una película francesa de drama psicológico de 2024 dirigida por André Téchiné. 
La película protagonizada por Isabelle Huppert, gira en torno a Lucie una agente especializada de la policía científica. Su solitaria vida cotidiana se ve perturbada por la llegada de un joven matrimonio y su pequeña hija.

## Sinopsis
Lucie es una policía técnica y científica especializada cerca de la jubilación. Su solitaria vida se ve perturbada por la llegada de una joven pareja y su niña a su vecindario. A medida que se encariña con sus nuevos vecinos, descubre que Yann, el padre, es un activista en contra de la policía con un gran historial criminal. Lucie se verá entonces atrapada entre su conciencia profesional y su deseo de ayudar a esta familia.

## Reparto
- Isabelle Huppert como Lucie
- Hafsia Herzi
- Nahuel Pérez Biscayart como Yann
- Stéphane Rideau
- Moustapha Mbengue
- Emmanuelle Hiron

## Recepción
Fabien Lemercier, en su reseña de la película en la Berlinale para Cineuropa, escribió: "Está claro que todavía tenemos a Isabelle Huppert, que carga toda la película sobre sus hombros, por no mencionar un enfoque de montaje muy eficaz, pero, lamentablemente, no es suficiente para elevar mis nuevos amigos a las grandes alturas de las sofisticadas ambiciones de Téchiné".